# Louis Maximillien Toussaint Noguier-Malijay
Pour les articles homonymes, voir Noguier.
Louis Maximilien Toussaint Noguier de Malijay, né le 12 octobre 1743 à Marseille et mort le 23 décembre 1808 à Marseille, est un homme politique français.

## Biographie
Baptisé le 12 octobre 1743 en la paroisse Saint Ferréol à Marseille, Louis Maximillien Toussaint Noguier-Malijay est le fils de Pierre-Vincent Noguier, conseiller du Roi et receveur général des finances de Provence, et de Anne-Catherine d'Aubert. Il a pour parrain Toussaint Catelin, secrétaire du Roi en la chancellerie de Provence et pour marraine Marie-Joseph-Julie de Meryronnet de Saint-Marc épouse de Pierre de Robineau. Son père était membre de l'académie de peinture et de sculpture de Marseille.
Receveur général des finances de Provence et trésorier général des terres adjacentes de Provence au moment de la Révolution, il est élu député des Bouches-du-Rhône le 24 vendémiaire an IV au Conseil des Cinq-Cents, jusqu'au 18 brumaire, il est de nouveau député de 1803 à 1808.

## Sources
- « Louis Maximillien Toussaint Noguier-Malijay », dans Adolphe Robert et Gaston Cougny, Dictionnaire des parlementaires français, Edgar Bourloton, 1889-1891 [détail de l’édition]